# 送别 (歌曲)
《送别》是一首由李叔同根據美國音樂家約翰·奧德威的歌曲《梦见家和母亲》的旋律，加之日本音樂教育家犬童球溪所翻譯的日本歌詞版本《旅愁》，以中文寫成歌詞的歌曲。20世纪20年代到40年代，《送别》是作为在新式学堂中教授的学堂乐歌，广为传唱。

## 背景
關於《夢迴故里》的確切創作日期，一直以来说法不一。一說創作於1851年，以表達南北戰爭期間對家鄉和母親的思念，以及對戰爭的傷感。然而，南北戰爭始於1861年，如果歌曲真的是因戰爭而有感而作，那絕對不可能於戰爭前便作成。因此该年份的理由便變得不可靠。
美國的約翰斯·霍普金斯大學圖書館內，收藏着一份《夢迴故里》的印刷版樂譜，標示出版年份為1868年，與WorldCat上所的記錄的年份吻合，相信是較為可靠的年份證明。此曲曾於美國國內廣為流傳，及後傳至日本，於1907年被正於新潟高等女学校任教的犬童球溪將其配以日文歌詞，並取名為《旅愁》。1905年至1910年期間，李叔同於日本留學，期間他接触到了《旅愁》，他被歌曲的旋律所打動，並將犬童球溪的第一段歌詞翻譯為中文：
| -{けくの わびしきいに む しや かし にたどるは の}- | 西風起，秋漸深，秋容動客心 獨身惆悵嘆飄零，寒光照孤影 憶故土，思故人，高堂會雙親 鄉路迢迢何處尋，覺來夢斷心 |

回國後，因一次其好友許幻園前來話別而有感，借其日本籍妻子春山淑子彈奏《旅愁》時，重新將其配上新詞，並取名《送别》，以表達對許幻園的憶念。
長久以來，於中國國內皆以為《送别》是由李叔同包辦曲、詞的歌曲，這或許是基於目前能找到的最早有声版本，是1916年3月11日，由美国新泽西的胜利留声机公司（Victor Talking Machine Company）的作品，由当时的美国男高音歌唱家伊万·威廉姆斯演唱的黑膠唱片。因此形成了為英文版本比中文版本更遲出現的錯誤觀念。

## 歌词
《送别》的歌词类似中国诗词中的长短句，有古典诗词的文雅，但意思却能平白易懂；同時又能讓中文歌词與原來的曲调互相配合。由於歌詞表達出作者對許幻園辭別的憶念，因此被視為一首驪歌。
現時最廣為流傳的一段，亦是唯一确证的李叔同手筆，是由李叔同的學生豐子愷親自手抄，并收录于1927年《中文名歌五十曲》的版本：
長亭外，古道邊，芳草碧連天

晚風拂柳笛聲殘，夕陽山外山

天之涯，地之角，知交半零落

一瓢濁酒盡餘歡，今宵別夢寒
然而於1935年由百代公司發行，由北平師範大學附屬小學（即現北京師範大學京師附屬小學）的一名學生龍珣所演唱的版本，則附有以下一段，出處無法查證：
情千縷，酒一杯，聲聲離笛催

問君此去幾時來，來時莫徘徊

草碧色，水綠波，南浦傷如何

人生難得是歡聚，惟有别離多
另外一些版本亦會採用以下歌詞，並聲稱都是李叔同所寫，但同樣無法證實：
韶光逝，留無計，今日卻分袂

驪歌一曲送別離，相顧卻依依

聚雖好，別雖悲，世事堪玩味

來日後會相予期，去去莫遲疑
林海音在1960年出版的小說《城南舊事》中，最后一章《爸爸的花儿落了》提及了主人公在毕业典礼上演唱这首歌的情节；书中和改编的电影中的歌词包括了上述第一段的第一句及第二段余下部分。
长亭外，古道边，芳草碧连天。

问君此去几时来，来时莫徘徊。

天之涯，地之角，知交半零落。

人生难得是欢聚，惟有别离多。
李叔同的好友陈哲甫曾为这首歌续写过一段歌词：
长亭外，古道边，芳草碧连天。

孤云一片雁声酸，日暮塞烟寒。

伯劳东，飞燕西，与君长别离。

把袂牵衣泪如雨，此情谁与语。

## 旋律
其由於中文詩詞化語言的韻律，尤其是「殘」，「寒」二字，因此必須對節奏重音做出調整。

## 流行文化
- 1970年代和1980年代，《送别》作为插曲或主题曲分别出现在电影《早春二月》和《城南旧事[13]》中。[10]
- 1997年中國搖滾樂隊唐朝乐队在其第二张专辑《演义》中对《送别》作了改编演唱。
- 1990年代电视剧《千王之王重出江湖》中使用了《送别》作为插曲。
- 2009年电视剧《我的團長我的團》中多次使用《送别》作为配樂。
- 2009年7月6日大愛電視大愛劇場《芳草碧連天》中使用了《送别》作为插曲與改編曲。
- 2010年电影《让子弹飞》片头使用歌曲《送别》，用以说明该电影所述故事发生在民国初年。
- 2013年电影《厨子戏子痞子》电影插曲为歌手朴树翻唱的版本《送别》，该版本采用了完整版的歌词。
- 2013年，旅美的台灣音樂家周鑫泉以第一段歌詞及林海音於「城南舊事」中所採用的歌詞版本，完成了合唱作品《城南送別》，部份旋律亦採用了約翰·奧德威的原曲調。
- 2014年韩磊在《我是歌手》第二季第八期节目中对《送别》作了改编演唱，部分采用了后半部分的歌词。
- 2017年李玉剛在其專輯《剛好遇見你 紀念版》第七首曲目收錄了他翻唱的《送别》。[14][15]
- 2018年9月9日，SNH48在“五周年全员答谢粉丝公演”的收官阶段，由当年总选排名第一的李艺彤领衔SNH48全员演唱了改编版的《送别》——《砥砺前行》。
- 2020年11月27日易烊千璽在其專輯《後座劇場》第六首曲目翻唱了《送别》。
- 2020年台湾女歌手齐豫翻唱送别，并收录于《猿声猿音》专辑中。
- 2021年中国大陆电视剧《叛逆者》以《送别》作为全剧最后一首配乐。
- 2022年2月20日，2022年冬季奧林匹克運動會閉幕式的“折柳寄情”环节以《送别》为背景音乐。
- 2022年3月27日，在中国东方航空5735号班机空难“头七”时，国家大剧院在Bilibili发布了这首歌的合唱，以表哀思[12]。
- 《送别》的旋律曾被改编为佛教歌曲《赞佛歌》，由星云大师填词。[16][17]